# Lesnói (Beloréchensk, Krasnodar)
Lesnói (del ruso: Лесно́й), es un jútor del raión de Beloréchensk del krai de Krasnodar, en Rusia. Se sitúa en la orilla izquierda del arroyo Vtoraya, afluente del río Psheja, tributario del Bélaya, de la cuenca hidrográfica del Kubán, 26 km al suroeste de Beloréchensk y 84 km al sureste de Krasnodar, la capital del krai. Tenía 19 habitantes en 2011.
Pertenece al municipio Pshejskoye.